# Беллуджи, Альба Гайя
А́льба Га́йя Крагеде Беллу́джи (фр. Alba Gaïa Bellugi; род. 5 марта 1995, Париж) — французская актриса.

## Биография
Альба Гайя Беллуджи родилась 5 марта 1995 года в Париже, Франция. Её отец — актёр Дуччо Беллуджи-Ваннуччини, имеет итальянское происхождение, а мать — датчанка. У Альбы есть младшая сестра Галатея (род. 1997).
Альба играла в театре дю Солей в двух постановках «Ариана Мнушкина». В 2014 году сыграла в постановке «Азурит».
Она дебютировала в кино в 2005 году с ролью ребёнка одной из героинь в фильме «Время прощания». В 2006 году сыграла главную роль в фильме «Меня зовут Элизабет». В 2009 году сыграла главную роль в фильме «Вечернее платье». Получила известность благодаря роли Элизы — дочери главного героя в фильме «1+1». В 2014 году сыграла главную роль в сериале «Трижды Манон».
С 2015 по 2020 год играла в сериале «Бюро легенд».

## Фильмография
| Год       |     | Русское название         | Оригинальное название   | Роль                   |
| --------- | --- | ------------------------ | ----------------------- | ---------------------- |
| 2005      | ф   | Время прощания           | Le temps qui reste      | ребенок Софи           |
| 2006      | ф   | Меня зовут Элизабет      | Je m'appelle Elisabeth  | Бетти/Элизабет         |
| 2009      | ф   | Вечернее платье          | La robe du soir         | Джульетта              |
| 2011      | ф   | 1+1                      | Intouchables            | Элиза                  |
| 2012      | ф   | Тереза Д.                | Thérèse Desqueyroux     | Тереза Ларрок в 15 лет |
| 2013      | кор | Сожаление о прошлой ночи | Désolée pour hier soir  | Леонора                |
| 2014      | ф   | Любить, пить и петь      | Aimer, boire et chanter | Тилли                  |
| 2014      | с   | Трижды Манон             | Trois fois Manon        | Манон Видаль           |
| 2015—2020 | с   | Бюро легенд              | Le Bureau des Légendes  | Прюн Дебаилли          |
| 2015      | кор | Азурит                   | Azurite                 | Салом                  |
| 2016      | ф   | Ткань мечты              | La stoffa dei sogni     | Миранда                |
| 2017      | кор | Перу                     | Peru                    | Адель                  |
| 2017      | с   | Манон 20 лет             | Manon 20 ans            | Манон Видаль           |
| 2017      | кор |                          | Pas vu pas pris         | Элис                   |
| 2019—2020 | с   |                          | Une île                 | Сабина                 |
| 2020      | с   | В ночь                   | Into the Night          | Инес Мелани Риччи      |

## Награды и номинации
| Год  | Награда                                 | Категория      | Работа       | Результат |
| ---- | --------------------------------------- | -------------- | ------------ | --------- |
| 2014 | Международный кинофестиваль в Сан-Паулу | Лучшая актриса | Трижды Манон | Победа    |
| 2015 | Лавры радио и телевидения               | Лучшая актриса | Трижды Манон | Победа    |